# 天主教錫爾赫特教區
天主教錫爾赫特教區（拉丁語：Dioecesis Sylhetensis），是羅馬天主教會以孟加拉國東北部錫爾赫特為中心的一個主教區。屬達卡總教區。教區管轄錫爾赫特專區。
2011年7月8日升為教區，原庫爾納教區主教伯喬伊·德克魯茲獲委任為主教。2011年有17,000教友，有21名司鐸服務6個堂區。